# Luciel
Luciel ist eine deutsche Band des Soul-Jazz.

## Geschichte
Nach einem längeren Vorlauf erschien ihr erstes Album ...And That’s All I Remember 2019 bei Herzog Records. Es wurde im ZDF-Morgenmagazin und im Soundscout bzw. in der Sendung Tonart von Deutschlandfunk Kultur vorgestellt. Außerdem wurde es für den Preis der deutschen Schallplattenkritik nominiert.

## Diskografie
- 2019: ...And That’s All I Remember (Herzog Records)
- 2022: From Outside (Herzog Records)